# Hygrohypnum purpurascens
Hygrohypnum purpurascens är en bladmossart som beskrevs av Brotherus 1921. Hygrohypnum purpurascens ingår i släktet bäckmossor, och familjen Amblystegiaceae. Inga underarter finns listade i Catalogue of Life.